# Foro Ah-Kim-Pech
El Foro Ah Kim Pech, es una plaza de eventos localizada en la ciudad de San Francisco de Campeche, capital del estado mexicano Campeche en México. Se encuentra a un costado del malecón de la ciudad y frente al Centro de Convenciones Campeche XXI.
Es utilizado para ferias, los eventos del Carnaval de Campeche y para conciertos masivos, todos esos eventos al aire libre.

## Eventos destacados en el Foro Ah Kim Pech

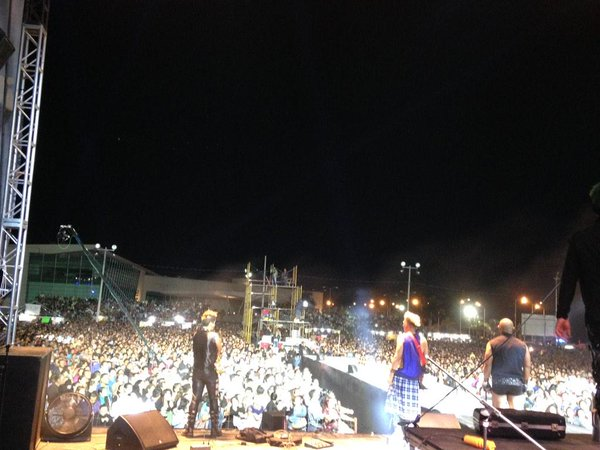
Vista desde el escenario en un concierto en el Foro Ah Kim Pech

### 2003
- Concierto de Maná (27 de febrero de 2003) con Revolución de Amor Tour

### 2005
- Concierto de Chayanne con Sincero Tour (Febrero del 2005)
- Concierto de Ana Bárbara (Febrero del 2005)
- Concierto de Reyli Barba (Febrero del 2005)

### 2009
- Coronación de los Reyes del Carnaval Campeche 2009
- Concierto de Reik (febrero de 2009)
- Concierto de Daddy Yankee (febrero de 2009)

### 2010
- Coronación de los Reyes del Carnaval Campeche 2010[4]
- Coronación de la Reina del Espectáculo (Elizabeth Alvarez) Chambelán: Gabriel Soto
- Concierto de Gloria Trevi
- Concierto de Pitbull
- Concierro de Banda el Recodo

### 2011
- Coronación de los Reyes del Carnaval Campeche 2011
- Coronación de la Reina del Espectáculo (Maribel Guardia) Chambelán: Rene Strickler
- Concierto de Fanny Lu (1 de marzo de 2011)
- Concierto de Tito el Bambino (2 de marzo de 2011)
- Concierto de Maribel Guardia (5 de marzo de 2011)
- Concierto de Grupo Pesado (5 de marzo de 2011)

### 2012
- Coronación de los Reyes del Carnaval Campeche 2012
- Coronación de la Reina del Espectáculo (Malillany Marin) Chambelán: Marco Mendez
- Concierto de Camila (14 de febrero de 2012)[5]
- Concierto de Reyli (16 de febrero de 2012)

### 2013
- Coronación de los Reyes del Carnaval Campeche 2013
- Concierto de Río Roma (4 de febrero de 2013)
- Concierto de Vázquez Sounds (5 de febrero de 2013)
- Concierto de Paulina Rubio (6 de febrero de 2013)
- Concierto de Playa Limbo (7 de febrero de 2013)

### 2014
- Coronación de los Reyes del Carnaval Campeche 2014
- Coronación de la Reina del Espectáculo (Gaby Spanic) Chambelán: Jorge Alberti
- Concierto de Matute (24 de febrero de 2014)
- Concierto de Jesse & Joy (25 de febrero de 2014) Con Un besito más World Tour
- Concierto de Sasha, Benny y Erick (26 de febrero de 2014)
- Concierto de Noel (27 de febrero de 2014)

### 2015
- Coronación de los Reyes del Carnaval Campeche 2015
- Coronación de la Reina del Espectáculo (Alejandra Garcia) Chambelán: Alejandro Avila
- Concierto de Moderatto (7 de febrero de 2015)
- Concierto de Belinda (10 de febrero de 2015)
- Concierto de Alejandra Guzmán (11 de febrero de 2015)[6]
- Concierto de Yandel (12 de febrero de 2015)
- Concierto de Los Ángeles Azules (15 de febrero de 2015)

### 2016
- Coronación de los Reyes del Carnaval Campeche 2016
- Coronación de la Reina del Espectáculo (Vanessa Arias) Chambelán: Fernando Cermeño
- Concierto de Inna y Juan Magan (2 de febrero de 2016)
- Concierto de Farruko (3 de febrero de 2016)
- Concierto de Camila (5 de febrero de 2016)
- Concierto de Elvis Crespo (6 de febrero de 2016)
- Concierto de La Trakalosa de Monterrey (7 de febrero de 2016)

### 2017
- Coronación de los Reyes del Carnaval Campeche 2017
- Coronación de los Reyes Infantiles del Carnaval Campeche 2017
- Coronación de la Reina del Espectáculo (Ana Bekoa) Chambelán: Alan Slim
- Concierto de Paulina Rubio (18 de febrero de 2017)
- Concierto de Wisin (21 de febrero de 2017)
- Concierto de Miguel Bosé (22 de febrero de 2017)
- Concierto de Magneto y Mercurio ( 23 de febrero de 2017)

### 2018
- Coronación de los Reyes del Carnaval Campeche 2018
- Coronación de la Reina del Espectáculo (Laura Carmine) Chambelán: Pedro Prieto
- Concierto de Ha*Ash (3 de febrero de 2018)
- Concierto de Jesse y Joy (5 de febrero de 2018)
- Concierto de Zion y Lennox (7 de febrero de 2018)
- Concierto de CNCO (8 de febrero de 2018)
- Concierto de Maluma (9 de febrero de 2018)
- Concierto de la Banda MS (10 de febrero)

### 2019
- Coronación de los Reyes del Carnaval Campeche 2019
- Coronación de los Reyes del Espectáculo del Carnaval Campeche 2019 (Fernanda Castillo y Mauricio Ochmann) (28 de febrero de 2019)
- Concierto de Reik (23 de febrero de 2019)
- Concierto de Matute (27 de febrero de 2019)
- Concierto de Piso 21 (28 de febrero de 2019)
- Concierto de Banda Tierra Sagrada (2 de marzo de 2019)

### 2020
- Coronación de los Reyes Infantiles del Carnaval Campeche 2020
- Coronación de los Reyes del Carnaval Campeche 2020
- Coronación de los Reyes del Espectáculo del Carnaval Campeche 2020 (Marcela Mistral y Poncho de Nigris)
- Concierto de Danna Paola con Mala Fama Tour (18 de febrero de 2020)
- Concierto de Carlos Rivera (19 de febrero de 2020)
- Concierto de Karol G (20 de febrero de 2020)
- Concierto de Daddy Yankee (23 de febrero de 2020)
- Concierto de Christian Nodal (24 de febrero de 2020)

### 2023
- Coronación de los Reyes del Carnaval Campeche 2023
- Coronación de los Reyes Infantiles del Carnaval Campeche 2023
- Show infantil Bely y Beto (14 de febrero de 2023)
- Concierto de Belinda (15 de febrero de 2023)
- Concierto de Mau y Ricky (16 de febrero de 2023)
- Concierto de la Trakalosa de Monterrey (20 de febrero de 2023)

### 2024
- Coronación de los Reyes del Carnaval Campeche 2024
- Coronación del Rey de la Comunidad LGBTQI+
- Coronación de los Reyes del Espectáculo del Carnaval Campeche 2024 (Wendy Guevara y Nicola Porcella) (9 de febrero de 2024)
- Concierto de Steve Aoki (7 de febrero de 2024)
- Concierto de Yuridia (8 de febrero de 2024
- Concierto de Eden Muñoz (12 de febrero de 2024)

### 2025
- Coronación de los Reyes del Carnaval Campeche 2025
- Coronación de los Reyes Infantiles del Carnaval 2025
- Coronación de los Reyes del Espectáculo del Carnaval Campeche 2025 (Laura Barjum y Jorge Loza)
- Show Infantil de Luli Pampin (25 de febrero de 2025)
- Concierto de Maria Jose (26 de febrero de 2025
- Concierto de Manuel Turizo (27 de febrero de 2025)
- Concierto de Oscar de León (1 de marzo de 2025)
- Concierto de La Arolladora Banda el Limon (3 de marzo de 2025)